# Chioneosoma demetrii
Chioneosoma demetrii är en skalbaggsart som beskrevs av Semenov 1902. Chioneosoma demetrii ingår i släktet Chioneosoma och familjen Melolonthidae. Inga underarter finns listade i Catalogue of Life.